# Comuna Iarun, Novohrad-Volînskîi
Iarun (în ucraineană Ярунська сільська рада) este o comună în raionul Novohrad-Volînskîi, regiunea Jîtomîr, Ucraina, formată din satele Hirkî și Iarun (reședința).

## Demografie
Componența lingvistică a comunei Iarun
     Ucraineană (99,03%)
     Alte limbi (0,89%)
Conform recensământului din 2001, majoritatea populației comunei Iarun era vorbitoare de ucraineană (99,03%), existând în minoritate și vorbitori de alte limbi.